# Eudocima iridescens
Eudocima iridescens là một loài bướm đêm thuộc họ Erebidae. Nó được tìm thấy ở large parts of the world, bao gồm Úc, New Zealand và Papa New Guinea.
Sải cánh dài khoảng 90 mm.
Ấu trùng ăn loài Menispermaceae, bao gồm Pycnarrhena novoguineensis. Nó được xem là một loại phá hoại cho cây chanh và một số trái cây khác vì nó dùng vòi để dâm thủng trái chanh để hút nước ra.

## Hình ảnh

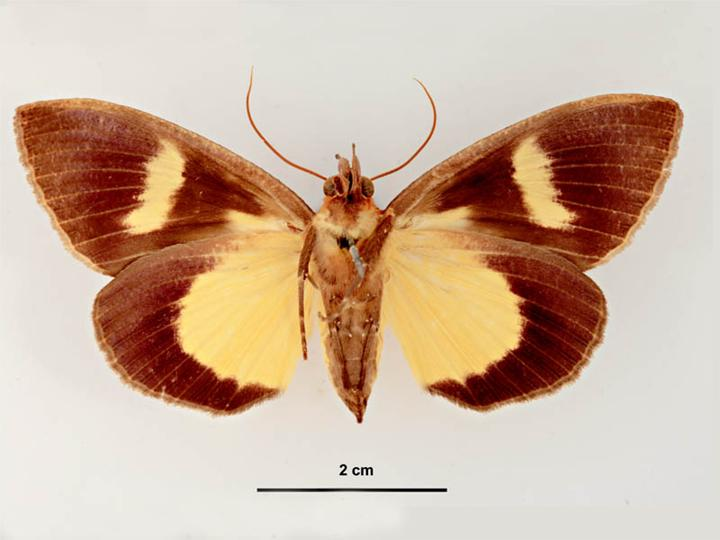
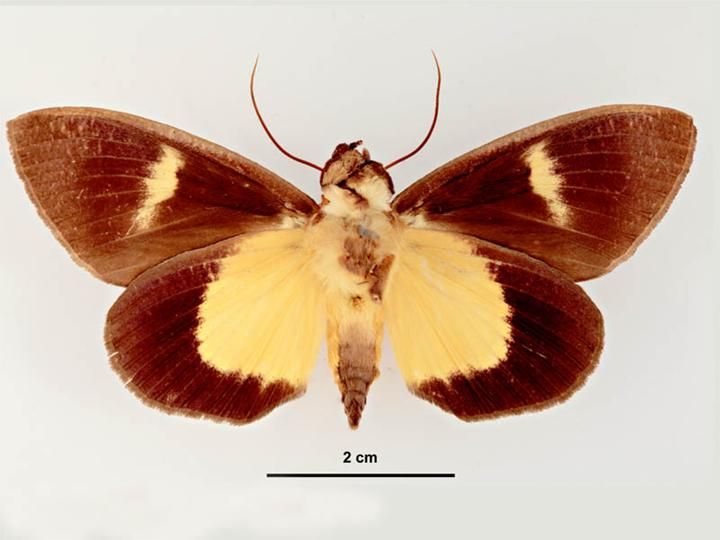